# Rohdatenformat
Als Rohdatenformat oder Raw-Daten (englisch raw „roh“) bezeichnet man das Dateiformat bei Digitalkameras und digitalen Kinokameras, bei denen die Kamera die Daten nach der Digitalisierung weitgehend ohne Bearbeitung auf das Speichermedium schreibt. Da das Format die Rohdaten der Kamera widerspiegelt, ist es von Hersteller zu Hersteller sowie oft auch von Modell zu Modell unterschiedlich, mitunter auch zwischen verschiedenen Versionen eines Kameramodells. Bei den Rohdaten handelt es sich um proprietäre Formate, deren Aufbau teilweise nur dem jeweiligen Hersteller bekannt ist.
Die „Rohdaten“ werden gelegentlich als „digitales Negativ“ bezeichnet, da sie die Originaldaten der Aufnahme enthalten. Obwohl sich die grundlegende Funktionsweise der digitalen Bildsensoren verschiedener Hersteller und Modelle nicht wesentlich voneinander unterscheidet, hat sich für Rohdaten bisher kein Standard etabliert – mitunter gelten „roh“ und „Standard“ auch als generell widersprüchlich.

## Verwendung
Die digitalen Rohdaten liegen nach dem Aufnehmen und Speichern in der Regel in einem proprietären Format vor, d. h., der Aufbau der Datei wird von den Kameraherstellern nicht offengelegt. Meist lassen sich dann die Daten nur mit der Software des Herstellers verarbeiten oder mit dem Programm eines dritten Anbieters, der mit dem Hersteller zusammenarbeitet oder das Herstellerformat durch Reverse Engineering ermittelt hat. Aktuelle professionelle Bildbearbeitungssoftware besitzt integrierte Raw-Konverter (s. u. bei Rohdatenverarbeitung) für das Einlesen von Rohbildern. Der Marktführer Adobe Inc. bemüht sich, sein eigenes Format DNG (Digital Negative) als Standard zu etablieren.
Die Rohdaten werden in aller Regel von der Firmware der Kamera um weitere Daten ergänzt, z. B. Exif-Daten oder ein Vorschaubild im JPEG-Format, das Kamera-intern oder am Computer für die Bildkontrolle benutzt werden kann.
Andere gebräuchliche Formate zur Bildspeicherung erlauben es häufig nicht, alle Informationen, die der Sensor der Kamera liefert, zu speichern. JPEG-Varianten erlauben z. B. pro Farbkanal nur 256 Helligkeitsabstufungen (8 Bit), während Rohdatenformate meist 10, 12 oder 14 Bit an Helligkeitsinformation enthalten, was 1.024 bis 16.384 Helligkeitsabstufungen ermöglicht. Aufgrund der Charakteristik des üblicherweise eingesetzten Bayer-Sensors, bei dem vor jedem Bildpunkt ein Filter für eine der drei Grundfarben liegt, ist erst eine aufwendige Interpolation (sogenanntes Demosaicing) notwendig, um bei voller Auflösung die resultierenden Farben für jedes Pixel zu errechnen.

## Gegenüberstellung
Die meisten Kameramodelle können zwischen Bildaufzeichnung als herstellerspezifischen Rohdaten und Aufzeichnung als „entwickeltem“ Bild in ein Standard-Bildformat umgeschaltet werden; als Standard-Bildformat wird oft nur JFIF („JPEG“) angeboten. Daher wird nachfolgend zwischen Rohdaten und JFIF verglichen. Andere Standard-Bildformate bedeuten mitunter deutlich geringere Nachteile, müssen aber erst aus den von der Kamera gelieferten Bildinformationen errechnet werden.
|                 | Rohdaten | Von der Kamera entwickeltes Bild (JPEG) |
| --------------- | --- | --- |
| Flexibilität    | Unvermeidbar in die Rohdaten einfließend sind die kameraseitigen Bildparameter Fokus, Blende, Belichtungszeit sowie Lichtempfindlichkeit. Alle anderen Parameter können später im Zug der Raw-Konvertierung beliebig gewählt werden, darunter auch der verwendete Interpolations-Algorithmus. | In die JFIF-Darstellung zusätzlich einfließend sind vor allem die Vorverarbeitungsschritte wie z. B. Weißabgleich, Farbsättigung bzw. angewandter Farbfilter (für Schwarz-Weiß-Fotografie), Farbraumanpassung, Kontrastverstärkung, Schärfen, Rauschunterdrückung, und JPEG-Kompressionsrate sowie individuelle Korrekturen (z. B. von Hauttönen). Eine nachträgliche Korrektur mit Bildbearbeitungsprogrammen ist auch an vorverarbeiteten JPEG-Bildern möglich, jedoch Grenzen unterworfen und stets mit Verlusten an Bildinformation und -details verbunden. Die von einer Bayer-Kamera verwendete Interpolation ist nachträglich nicht mehr änderbar. |
| Bildqualität    | Durch Speicherung der (uninterpolierten) Sensordaten mit 10, 12, 14 oder 16 Bit pro Pixel ist eine genauere Helligkeitsauflösung gegeben. Sämtliche vom Bildsensor erfassten Details bleiben vollständig erhalten. | 8 Bit Farbtiefe bedeuten nur maximal 256 Abstufungen pro Farbkanal. Nachträgliche Tonwertkorrekturen erzeugen „Lücken“ im Histogramm, also Informationsverluste. Zusätzlich erzeugt die stets verlustbehaftete Kompression, neben dem Verlust an Bilddetails, besonders in kontrastschwachen Arealen typische Kompressionsartefakte, deren Verstärkung (z. B. durch Kontrastkurven oder Unscharfmaskierung) bei folgenden Nachbearbeitungsschritten berücksichtigt und vermieden werden muss. |
| Dateigröße      | Die Dateien sind trotz angewandter Kompressionsverfahren oft sehr viel größer als ihre JPEG-Äquivalente, zumal sie bei den meisten Herstellern neben den Rohdaten noch zusätzlich das von der Kamera generierte JPEG-Bild als Vorschau enthalten. Das Schreiben der Dateien dauert folglich länger, weswegen ein großer kamerainterner Puffer sowie eine hohe Schreibgeschwindigkeit notwendig sind, um im Raw-Modus eine akzeptable Serienbildgeschwindigkeit zu erreichen und über längere Zeit aufrechtzuerhalten. | Je nach Einstellung der JPEG-Kompression können die Bilddateien erheblich kleiner sein und z. B. bei entsprechender Konfiguration problemlos per Mail oder MMS verschickt werden. Auch bei bester eingestellter JPG-Qualität fassen Speicherkarten (motivabhängig) meist mindestens dreimal so viele Bilder wie im Raw-Format, bei reduzierter Qualität ein Vielfaches davon. Wegen der geringeren Datenmenge und des sehr viel länger reichenden Kamerapuffers spielt die Schreibgeschwindigkeit keine so herausragende Rolle, und auch langsamere Karten können im Serienbildmodus länger mit der Kamera „mithalten“. Entscheidend ist hier die Geschwindigkeit des kamerainternen Prozessors. |
| Kompatibilität  | Die Rohformate der einzelnen Hersteller unterscheiden sich voneinander und sind nicht kompatibel. Auch bei Modellen desselben Herstellers gibt es Unterschiede und Abweichungen. Daher ist spezielle Raw-Konverter-Software, entweder einzeln oder als Plugin in ein anderes Programm integriert, für die Verwendung notwendig. Auch wenn derzeit (Stand Oktober 2013) die meisten dieser Programme mit fast allen am Markt befindlichen Rohdatenformaten umgehen können, gibt es keine Garantie, dass dies jederzeit so bleiben wird. Ein möglicher Ausweg wäre die Verwendung eines dokumentierten, einheitlichen und herstellerunabhängigen Speicherformates (z. B. Adobes Digital Negative), ein anderer die vollständige und frei zugängliche Dokumentation der Rohdatenformate durch die jeweiligen Hersteller. | Praktisch alle vorhandenen Bildbearbeitungs- und Bildverarbeitungs-Programme unterstützen den offenen JPEG-Standard und können die Dateien sowohl lesen als auch schreiben, unabhängig von ihrer Herkunft. Es kann jedoch Einschränkungen bei der Auswertung, der Verarbeitung oder beim Schreiben von eingebetteten Exif-Informationen, wie beispielsweise herstellerspezifischen Maker Notes, Geo-Tags oder Vorschaubildern geben. |
| Nachbearbeitung | Die Rohdaten müssen stets nachverarbeitet werden, um angezeigt oder bearbeitet zu werden. Der Hauptschritt (bei Bayer-Daten), die Interpolation bzw. das Auflösen des Mosaik-Musters (Demosaicing), sowie die Rauschunterdrückung kann dabei bedeutend mehr Zeit in Anspruch nehmen, als die darauf optimierten kamerainternen Bildsignalprozessoren für den gleichen Schritt brauchen. Ausgefeilte Software-Interpolationsalgorithmen sowie eine oft mehrstufige Wavelet- oder motivbasierte Rauschunterdrückung bedingen durch die in 16-Bit-Ganzzahlen oder Fließkomma durchgeführten Berechnungen eine hohe Systemlast und einen beträchtlichen Speicherbedarf. | Bedingt durch den Kompromiss, den die Hersteller eingehen müssen, um die Interpolation schnell genug und doch mit akzeptabler Qualität durchzuführen, kommt es an den Rändern zu Problemen bzw. Abschneideeffekten, weswegen nachträglich konvertierte Rohbilder unter Umständen etwas größer sind als die kameraintern berechneten JPG-Dateien. Eine verlustfreie Nachbearbeitung ist möglich, jedoch auf bestimmte Vorgänge begrenzt (Rotieren um ein Vielfaches von 90° sowie Zuschneiden um ein Vielfaches von 16 Pixeln). Bei allen anderen Veränderungen tritt ein Generationenschwund auf, da JPEG eine verlustbehaftete Kompression verwendet. Als Speicherformat ist es daher während der Nachbearbeitung nachteilig, und es sollte auf ein verlustfreies Format (z. B. TIFF oder PNG) zurückgegriffen werden. |

## Spezifika der Hersteller

### Kameraseitig vorbearbeitete Rohdaten
Im Widerspruch zur strengen Auslegung von Rohbilddateien als ein Abbild der Rohdaten des Bildsensors führen Hersteller zunehmend eine kamerainterne Bildbearbeitung auch auf Rohbilddateien durch, deren Details jedoch, ähnlich der internen Bildbearbeitung von JPEG-Dateien, in der Regel nicht offengelegt werden. Folgende Gründe kommen in Betracht:
- Einige Sensoren implementieren keine variable Signalverstärkung. Hier werden (beliebig hohe) Belichtungsindizes durch die Anwendung eines Multiplikators auf Raw-Bilddaten nachträglich simuliert. Dies wird dadurch evident, dass bei höheren ISO-Werten viele Helligkeits-Zwischenwerte im Bild niemals vorkommen. Es entstehen dann sogenannte Abrisse im Helligkeits- oder im Farbverlauf.
- Die Annahme, dass (herstellerfremde) Raw-Konvertierungs-Software weniger Information über die Kamera und das gerade verwendete Objektiv besitzt oder nutzt, somit ein Fehlerkorrekturpotential nur unzureichend ausnutzt.
- Eine Maskierung von Schwächen von Objektiven (zum Beispiel Schärfe[2]) und von Sensoren (Hotpixel oder zum Beispiel Rauschen).[3]
- Hardware-basierte Methoden sind ggf. schneller als Software-basierte Rechenverfahren (z. B. Rauschverminderung auf Kamera-Ebene), jedoch auch dann mit Detailverlusten verbunden.
- Bei modernen Sensoren, die mit Phasen-Autofokus auf dem Chip arbeiten, müssen die entsprechend genutzten Bereiche interpoliert werden.

### Dateiformate
So wie die Daten der verschiedenen Hersteller in unterschiedlichen Dateitypen gespeichert werden, so unterschiedlich ist auch der Umgang der Hersteller mit der Offenlegung derer Formate. Sigma legt alle Daten zu ihrem Format offen (Dies gilt nicht mehr seit Sigma SD15 und Folgeprodukte, wie Sigma Merrill und Sigma dp2), während die meisten anderen wie Olympus und Canon ihre Formate nicht oder nur unvollständig dokumentieren. Nikon verwendet in seinem NEF-Format (Nikon Electronic Format) teilweise verschlüsselte Informationen innerhalb der Datei, welche Programmierer jedoch in eigenen Anwendungen mit dem kostenlos erhältlichen Software Development Kit automatisch entschlüsseln können. Nikon hat Ende 2005 jedoch die verschlüsselten Weißabgleich-Informationen offengelegt, wodurch auch Nikon-unabhängige Software die Daten entschlüsseln kann. Das NEF-Format wird ebenfalls für Filmscanner und Bildbearbeitungssoftware aus dem Hause Nikon verwendet, da es neben den eigentlichen Bilddaten auch Bearbeitungsschritte und andere Einstellungen enthalten kann. Einige Filmscanner sind mit einem Infrarotkanal zur Staub- und Kratzerentfernung ausgerüstet. Das HDRi-Rohdatenformat kann diese Infrarot-Rohdaten als zusätzlichen 16-Bit-Kanal aufnehmen.
Mit der Einführung neuer Kameramodelle entstehen auch innerhalb derselben Kamerareihe eines Herstellers gelegentlich neue proprietäre Dateiformate (z. B. Canon Original RAW mit CRW, CR2 und CR3). Es gibt jedoch keine Garantie für die Verfügbarkeit von Konvertierungssoftware, d. h. archivierte Rohdaten könnten mit zukünftigen Programmen irgendwann eventuell nicht mehr gelesen werden.
Unter OpenRaw.org hat sich aus diesem Grund eine Interessengruppe gebildet, die die Kamerahersteller auffordert, die Rohdatenformate uneingeschränkt offenzulegen, was dem Anwender auch noch in vielen Jahren ermöglichen würde, ohne im Besitz der vormals funktionierenden Software in der Lage zu sein, seine Rohdaten zu verarbeiten und nötigenfalls selbst ein Programm zur Unterstützung seines mittlerweile veralteten Formats schreiben zu können. Auch der Softwarehersteller Adobe verfolgt dieses Ziel mit der Einführung des DNG-Formats.

### TIFF
Bei einigen Kameras wird die Speicherung im verlustlosen TIF-Format als Alternative zum JPEG-Format angeboten. Dies ist dann von Bedeutung, wenn es keine Möglichkeit gibt, die Rohdaten direkt zu speichern. TIFF hat den Vorteil, dass die verlustbehaftete JPEG-Kompression entfällt und dass die Farbtiefe prinzipiell nicht auf 8 Bit beschränkt ist. Bayer-Filter, Weißabgleich, Tonwertkorrektur und Rauschunterdrückung werden aber ebenso auf die Bilddaten angewandt wie teilweise (herstellerabhängig) die Reduktion auf 8 Bit pro Farbkanal (24 Bit Farbtiefe).

### Digitales Negativ
In Anlehnung an den Filmstreifen in der Analog-Fotografie spricht man bei Raw-Fotos gelegentlich auch vom „digitalen Negativ“. Dieser Begriff wird von Adobe Inc. als Bezeichnung für ihr eigenes patentiertes offenes Rohdatenformat verwendet. Das Format Digital Negative (DNG) wurde mit dem Ziel entwickelt, die proprietären Formate der Kamerahersteller zu ersetzen.

### Dateinamenserweiterungen (Auswahl)
| Hersteller   | .dng | weitere Formate                                   |
| ------------ | ---- | ------------------------------------------------- |
| Adobe Inc.   | .dng |                                                   |
| Apple        | .dng |                                                   |
| Canon        |      | .tif, .crw, .cr2, .cr3                            |
| Contax       |      | .raw                                              |
| Epson        |      | .erf                                              |
| Fujifilm     |      | .raf                                              |
| Hasselblad   |      | .3fr, .fff                                        |
| Kodak        |      | .dcr, .dcs, .kdc (für EasyShare P850, Z990), .raw |
| Leica Camera | .dng | .raw, .rwl                                        |
| Mamiya       |      | .mef, .mfw, .iiq                                  |
| Minolta Raw  |      | .mrw, .mdc                                        |
| Nikon        |      | .nef, .nrw                                        |
| Olympus      |      | .orf, .ori                                        |
| Panasonic    |      | .raw, .rw2                                        |
| Pentax       | .dng | .pef                                              |
| Phase One    |      | .iiq                                              |
| Ricoh        | .dng |                                                   |
| Samsung      | .dng | .srw                                              |
| Sigma        | .dng | .x3f                                              |
| Sinar        |      | .cs1, .cs4, .cs16 (CaptureShop für Macintosh)     |
| Sony         |      | .arw (sowie früher: .srf, .sr2)                   |

### Rohdatenunterstützung im Amateurbereich
Von den Kameraherstellern wird das Rohdatenformat als professionelle Funktion betrachtet; es ist Standard digitaler Spiegelreflexkameras und spiegelloser Systemkameras sowie in manchen semiprofessionellen kompakten Digitalkameras. Oft wird für die günstigeren Kameramodelle nur eine eingeschränkte Software für die einfache Rohdatenkonvertierung angeboten.
Die Jahre 2001 bis 2004 waren davon geprägt, dass neben den digitalen Spiegelreflexkameras immer mehr kompakte semiprofessionelle Digitalkameras mit Raw-Unterstützung ausgestattet wurden. In seinen Anfängen wurde das Rohdatenformat offenbar noch nicht als strategischer Mehrwert gesehen. Erst in späteren Jahren wurde dieses Feature gezielt als Unterscheidungskriterium eingesetzt, als bereits viele Hersteller eine Rohdatenformat-Unterstützung unterhalb der Profi-Modelle anboten.
Canon verbaut seine Raw-fähigen DIGIC-Bildprozessoren in vielen Digitalkamera-Modellen. Seit 2007 wird von Aktivisten an dem Firmware-Aufsatz CHDK gearbeitet. Er ermöglicht einer Reihe von Kompaktkameras neben erweiterten Aufnahme-Modi auch die Speicherung von Raw-Dateien.
Mittlerweile unterstützen auch Smartphone-Apps das Speichern von Fotos in einem Rohdatenformat. Voraussetzung hierfür ist, dass Hardware und Betriebssystem den Zugriff auf die Rohdaten der Kamera gestatten.

## Rohdatenbearbeitung

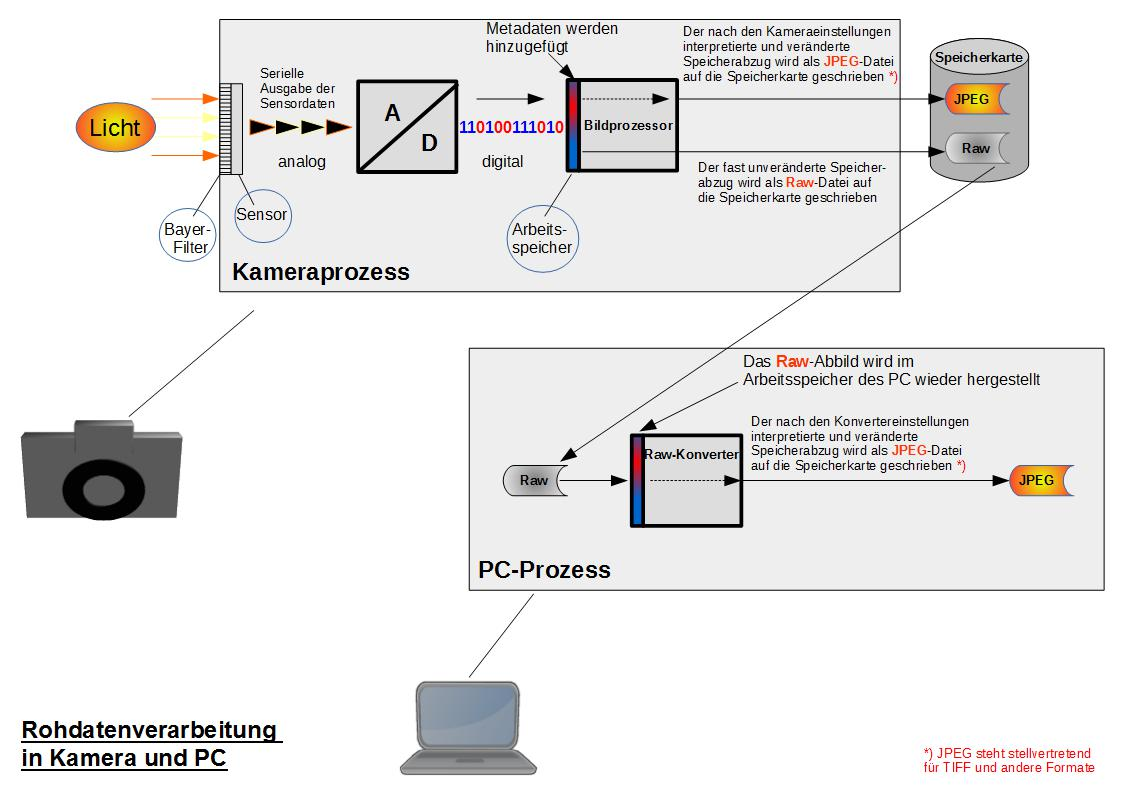
Gegenüberstellung der prinzipiellen Rohdatenverarbeitung in der Digitalkamera sowie mit Raw-Konverter im PC

Eine typische Software zur Rohdatenkonvertierung (auch Raw-Konverter genannt) stellt u. a. folgende Funktionen zur Verfügung:
- Anzeige der Exif-Informationen
- Belichtungskorrektur
- Scharfzeichnung
- Tonwertkorrektur
- Farbsättigung
- Weißabgleich, oft wird die Einstellung der Kamera als Standardvorgabe verwendet
- Anpassung der Gradationskurve zur Änderung der Bildkontraste
- Eventuell kann die chromatische Aberration automatisiert oder manuell durch Verschieben einzelner Farbkanäle korrigiert werden
- Eventuell können geometrische Abbildungsfehler des Objektivs korrigiert werden, insbesondere tonnen- bzw. kissenförmige Verzeichnung
- Teils werden Funktionen angeboten, die bestimmte Voreinstellungen der verwendeten Kamera auf Knopfdruck nachempfinden, beispielsweise die Farb-, Kontrast- und Nachschärfungsvorgaben von Motivprogrammen wie „Landschaft“ oder „Porträt“
- Teils existieren weitere Bildbearbeitungsfunktionen, wie beispielsweise Ausrichtungs- und Perspektiv-Korrekturen, verschiedene Möglichkeiten der Rauschunterdrückung, einfache Retuschen wie die Entfernung von Flecken, die durch Staubteilchen auf dem Bildsensor verursacht werden, Umwandlung in Schwarzweiß, Tonung

Rohdatenkonvertierungsprogramme können die Daten nach der Bayer-Interpolation (sog. Demosaicing) und der Umwandlung in den RGB-Farbraum unter Annahme eines vorläufigen Weißabgleichs in das gängigste Ausgabeformat JPEG konvertieren, aber die meisten Raw-Konverter erlauben die Wahl aus mehreren Formaten. So können sie z. B. auch ohne umfangreiche weitere Korrekturen in 48-Bit-TIFF-Dateien (16 Bit pro Farbe pro Bildpunkt) speichern. Die Korrekturen können dann in anderen Bildbearbeitungsprogrammen durchgeführt werden.

### Software
Üblicherweise wird von den Kameraherstellern ein eigenes (proprietäres) Programm oder ein Software Development Kit für den Import von Rohdatenbildern und zur Nachbearbeitung angeboten. Typischerweise kann man anschließend die Bilder z. B. ins JPEG-Format exportieren. Für Windows-Betriebssysteme stellt Microsoft das „Microsoft-Kamera-Codec-Paket“ zur Verfügung, das es ermöglicht, gängige Raw-Formate im Windows-Explorer und der Windows-Fotoanzeige darzustellen. Zahlreiche Bildbearbeitungsprogramme und Konvertierungsprogramme bieten den Import von Rohdatenbildern und eine nachfolgende Bildbearbeitung an. Die bekannteren sind:
| Proprietäre Software                                                   | Freie Software                                        |
| ---------------------------------------------------------------------- | ----------------------------------------------------- |
| ACDSee (Windows, macOS)                                                | GIMP (UFRaw-basiert, Windows, macOS, unixoide)        |
| Adobe Photoshop (Windows, macOS)                                       | Darktable (Windows, macOS, Linux, FreeBSD, Solaris)   |
| Adobe Photoshop Elements (Windows, macOS)                              | DCRaw (plattformunabhängig)                           |
| Adobe Photoshop Lightroom (Windows, macOS)                             | digiKam (DCRaw-basiert, Windows, macOS, unixoide)     |
| Affinity Photo (Windows, macOS)                                        | F-Spot (UFRaw-basiert, unixoide)                      |
| Apple Fotos (macOS)                                                    | Rawstudio (DCRaw-basiert, macOS, unixoide)            |
| Bibble (Windows, macOS, Linux)                                         | RawTherapee (DCRaw-basiert, Windows, macOS, unixoide) |
| Capture One (Windows, macOS)                                           | UFRaw (GUI für DCRaw)                                 |
| Corel Photo-Paint (Windows, macOS)                                     |                                                       |
| Digital Photo Professional (Windows, macOS) - Firmenprogramm von Canon |                                                       |
| DxO PhotoLab (Windows, macOS)                                          |                                                       |
| FastStone Image Viewer (Windows)                                       |                                                       |
| GraphicConverter (macOS)                                               |                                                       |
| HDR projects (Windows, macOS)                                          |                                                       |
| IrfanView (Windows)                                                    |                                                       |
| PaintShop Pro (Windows)                                                |                                                       |
| PhotoImpact (Windows)                                                  |                                                       |
| PhotoLine (Windows, macOS)                                             |                                                       |
| Sigma Photo Pro (Windows, macOS) – Firmenprogramm von Sigma            |                                                       |

Weitere sind:
- Silkypix (Windows, macOS, Basis verschiedener OEM)
- SilverFast DCPro, SilverFast HDR (Windows, macOS)
- ThumbsPlus (Windows)
- UFRaw (DCRaw-basiert, macOS, unixoide)
- VueScan (Windows, macOS, Linux)
- XnView (Windows, macOS, unixoide)

### Software Development Kits
Manche Kamera-Hersteller bieten für Software-Entwickler Software Development Kits an, die es den Entwicklern unter anderem erlauben, auf die Bilddateien im Rohdatenformat zuzugreifen:
- Canon EOS SDK[7]
- Nikon Software Development Kit[8]

### Hardware
Es existieren auch einige mobile Bildspeicher auf Festplattenbasis, die Raw-Dateien dekodieren und auf dem eingebauten Bildschirm anzeigen können. Damit ist das Sortieren und Organisieren auch ohne PC oder Kamera möglich.

## Kinematographie
Auch im Bereich der Produktion von Kinofilmen finden digitale Aufzeichnungstechniken zunehmenden Einsatz, und entsprechend hat auch hier jede Kamera ihr eigenes Raw-Format. Mit CinemaDNG gibt es ebenfalls ein offenes Format zur Aufzeichnung von Filmdaten, das von Adobe stammt und beispielsweise vom schwedischen Kamerahersteller Ikonoskop oder von Blackmagicdesign aus Australien verwendet wird.